# QUIZ JAPAN
『QUIZ JAPAN』（クイズ・ジャパン）は、セブンデイズウォーが発行する不定期刊行の雑誌（雑誌コードが付与されていないため、厳密には「雑誌」ではなく「書籍」）。2014年創刊。発売元はほるぷ出版。

## 概要
2014年2月12日に大門弘樹を編集長に創刊。『アメリカ横断ウルトラクイズ』の特集、往年のクイズ王たち（誌面上では「QUIZ LEGEND」と称される）へのインタビューなど、過去に放送された視聴者参加の大型クイズ番組に関する記事に多くのページが割かれているのが特徴。一方で、クイズゲーム・オープン大会など、テレビ以外のクイズ文化に関する記事もある。2015年2月12日より別冊として「QUIZ JAPAN全書」シリーズの刊行をスタート。有名クイズ王によるクイズの問題集・エッセイなどがラインアップされている。
出版以外の活動として、不定期に東京・五反田のゲンロンカフェなどでトークライブを開催している。また、2014年4月には連動するインターネット番組「QUIZ JAPAN TV」をニコニコチャンネルでスタートさせた。また、ファミリー劇場のクイズ番組『Knock Out-競技クイズ日本一決定戦-』の企画・監修を手掛ける。
タイトルや判型から『Quick Japan』（太田出版）の影響を受けたと思われがちだが、実際にはタイトルは大門が大学時代に制作していた同人誌『クイズワールド』に由来する。また、「本を制作する上で大きな影響を受けた雑誌は『KAMINOGE』（東方出版）」とのこと。

## 主な内容
A5判。セブンデイズウォー／編。
| ナンバー | メイン記事                                | 表紙                                               | 発売時期   | ISBNコード        |
| -------- | ----------------------------------------- | -------------------------------------------------- | ---------- | ----------------- |
| vol.01   | 特集「アメリカ横断ウルトラクイズ」「WQC」 | 第13回「ウルトラクイズ」準決勝                     | 2014年2月  | 978-4-593-31001-2 |
| vol.02   | 宇治原史規、クイズを語る                  | 宇治原史規                                         | 2014年8月  | 978-4-593-31002-9 |
| vol.03   | このクイズ漫画・クイズ小説がすごい！      | 「ナナマル サンバツ」（漫画）                      | 2015年1月  | 978-4-593-31003-6 |
| vol.04   | 昭和のクイズ番組を語ろう。                | 「ネットワーク対戦クイズ Answer×Answer」（ゲーム） | 2015年6月  | 978-4-593-31004-3 |
| vol.05   | クイズ番組司会者列伝                      | 福澤朗                                             | 2015年12月 | 978-4-593-31005-0 |
| vol.06   | クイズゲームの過去と未来                  | 高山一実（乃木坂46）                               | 2016年7月  | 978-4-593-31006-7 |
| vol.07   | 最強の系譜                                | 「Knock Out-競技クイズ日本一決定戦-」              | 2017年2月  | 978-4-593-31007-4 |
| vol.08   | 水上颯はなぜ戦い続けるのか?               | 水上颯                                             | 2017年9月  | 978-4-593-31008-1 |
| vol.09   | 伊沢拓司の時代                            | 伊沢拓司                                           | 2018年7月  | 978-4-593-31009-8 |
| vol.10   | 特集「超逆境クイズバトル!! 99人の壁」     | 佐藤二朗                                           | 2019年2月  | 978-4-593-31010-4 |
| vol.11   | 巻頭特集「鈴木光」                        | 鈴木光                                             | 2019年11月 | 978-4-593-31011-1 |
| vol.12   | 鶴崎修功                                  | 鶴崎修功                                           | 2020年10月 | 978-4-593-31012-8 |
| vol.13   | 巻頭特集「Snow Man・阿部亮平とクイズ」    | 阿部亮平                                           | 2021年5月  | 978-4-593-31013-5 |
| vol.14   | パネルクイズ アタック25                   | 児玉清（裏表紙は谷原章介）                         | 2022年3月  | 978-4-593-31014-2 |
| vol.15   | ふくらP                                   | ふくらP                                            | 2022年9月  | 978-4-882-93549-0 |
| vol.16   | 影山優佳                                  | 影山優佳                                           | 2023年8月  | 978-4-882-93554-4 |

## QUIZ JAPAN 全書
「QUIZ JAPAN」別冊として刊行される単行本。1990年代に情報センター出版局から刊行されていた「クイズ全書」シリーズの流れを汲み、有名クイズ王による問題集やエッセイを刊行していく。
| ナンバー | タイトル                                                                       | 著者     | 発売時期   | ISBNコード        |
| -------- | ------------------------------------------------------------------------------ | -------- | ---------- | ----------------- |
| vol.1    | 「ウルトラクイズ・ロストジェネレーションの逆襲 〜クイズ神・安藤正信の軌跡Ⅰ〜」 | 安藤正信 | 2015年2月  | 978-4-593-31020-3 |
| vol.2    | 「田中健一の未来に残したい至高のクイズⅠ」                                      | 田中健一 | 2015年2月  | 978-4-593-31021-0 |
| vol.3    | 「東大生クイズ王・伊沢拓司の軌跡Ⅰ 〜頂点を極めた思考法〜」                     | 伊沢拓司 | 2015年10月 | 978-4-593-31022-7 |
| vol.4    | 「田中健一の未来に残したい至高のクイズⅡ」                                      | 田中健一 | 2015年10月 | 978-4-593-31023-4 |
| vol.5    | 「クイズモンスター・古川洋平のクイズ虎の巻」                                   | 古川洋平 | 2016年4月  | 978-4-593-31024-1 |
| vol.6    | 「東大生クイズ王・伊沢拓司の軌跡Ⅱ 〜栄光と挫折を超えて〜」                     | 伊沢拓司 | 2020年4月  | 978-4-593-31030-2 |

## QUIZ JAPAN TV
QUIZ JAPANと連動したインターネット番組。独自制作のクイズ番組「魁!!クイズ塾」や、全国各地で行われるクイズのオープン大会の配信を行う。

## 主な執筆者・関係者
- 大門弘樹（「QUIZ JAPAN」編集長、セブンデイズウォー代表）
- 徳久倫康（編集者、ゲンロン所属）
- 戸部田誠（ライター）
- 長戸勇人（クイズ作家、第13回アメリカ横断クイズチャンピオン）
- 日髙大介（クイズ作家）
- 古川洋平（クイズ作家）
- 藤田太郎（イントロマエストロ）
- 松本博文（ライター・地下クイズ作家）
- 矢野了平（放送作家）
- 結城靖高（クイズ・パズル作家、STUDIO BEANS代表）
- 吉田豪（フリーライター・プロインタビュアー）